# Eucelatoria digitata
Eucelatoria digitata là một loài ruồi trong họ Tachinidae.